# 2015年东南亚运动会花式游泳比赛
2015年东南亚运动会花式游泳于2015年6月2日至6月4日在新加坡的华侨银行水上运动体育中心举行。

## 参赛国家
- 印度尼西亚（11）
- 马来西亚（9）
- 菲律宾（2）
- 新加坡（12）
- 泰国（7）
- 越南（4）

## 奖牌得主
| 项目            | 金牌                                         | 银牌                            | 铜牌                                                         |
| 双人赛          | 马来西亚（MAS） · 卡特丽娜·阿杜哈迪 · 李盈慧 | 新加坡（SIN） · 陈美琪 · 李美霜 | 印度尼西亚（INA） · 阿妮沙·菲利迪 · 卡巫蒂亚·马嘎瓦提·素颜多 |
| 团体赛 （詳細） | 新加坡（SIN）                                | 马来西亚（MAS）                 | 印度尼西亚（INA）                                            |
| 合体塞 （詳細） | 新加坡（SIN）                                | 马来西亚（MAS）                 | 印度尼西亚（INA）                                            |

## 奖牌榜
| 排名 | 国家／地区        | 金牌 | 银牌 | 铜牌 | 總數 |
| ---- | ----------------- | ---- | ---- | ---- | ---- |
| 1    | 新加坡（SIN）     | 2    | 1    | 0    | 3    |
| 2    | 马来西亚（MAS）   | 1    | 2    | 0    | 3    |
| 3    | 印度尼西亚（INA） | 0    | 0    | 3    | 3    |
| 总数 | 总数              | 3    | 3    | 3    | 9    |